# I've Gotta Get a Message to You
Singles de Bee Gees
Jumbo
(1968) I Started a Joke
(1968)
I've Gotta Get a Message to You est une chanson des Bee Gees, parue sur leur album Idea. Elle est sortie en juillet 1968 en tant que premier single de l'album. Il s'agit de leur deuxième numéro un au hit-parade britannique et de leur premier succès dans le top 10 du Billboard Hot 100 américain.

## Liste des titres
| A. | I've Gotta Get a Message to You | 2:59 |
| B. | Kitty Can                       | 2:35 |

## Crédits
Bee Gees
- Barry Gibb – chant, harmonies et chœurs, guitare rythmique
- Robin Gibb – chant, harmonies et chœurs, orgue Hammond
- Maurice Gibb – harmonies et chœurs, guitare basse, piano, orgue Hammond, Mellotron
- Vince Melouney – guitare solo
- Colin Petersen (en) – batterie

## Classements
| Classement (1968–69)                    | Meilleure position |
| --------------------------------------- | ------------------ |
| Afrique du Sud (Springbok Top 20)       | 1                  |
| Allemagne de l'Ouest (Media Control)    | 3                  |
| Australie (Kent Music Report)           | 3                  |
| Autriche (Ö3 Austria Top 40)            | 12                 |
| Belgique (Flandre Ultratop 50 Singles)  | 6                  |
| Belgique (Wallonie Ultratop 50 Singles) | 9                  |
| Canada (Top Singles)                    | 3                  |
| Danemark (Hitlisten)                    | 5                  |
| États-Unis (Hot 100)                    | 8                  |
| États-Unis (Cash Box Top 100)           | 3                  |
| Finlande (Suomen virallinen lista)      | 16                 |
| Irlande (IRMA)                          | 1                  |
| Japon (Oricon)                          | 42                 |
| Norvège (VG-lista)                      | 6                  |
| Nouvelle-Zélande (RMNZ)                 | 2                  |
| Pays-Bas (Nederlandse Top 40)           | 2                  |
| Pays-Bas (Single Top 100)               | 2                  |
| Rhodésie (Hits of the Week)             | 4                  |
| Royaume-Uni (UK Singles Chart)          | 1                  |
| Suisse (Schweizer Hitparade)            | 6                  |

| Classement (1968)                 | Position |
| --------------------------------- | -------- |
| Afrique du Sud (Springbok Top 20) | 8        |
| Canada (Top Singles)              | 7        |
| États-Unis (Hot 100)              | 59       |
| États-Unis (Cash Box)             | 16       |
| Pays-Bas (Nederlandse Top 40)     | 22       |
| Suisse (Schweizer Hitparade)      | 6        |